# Leon Negruzzi

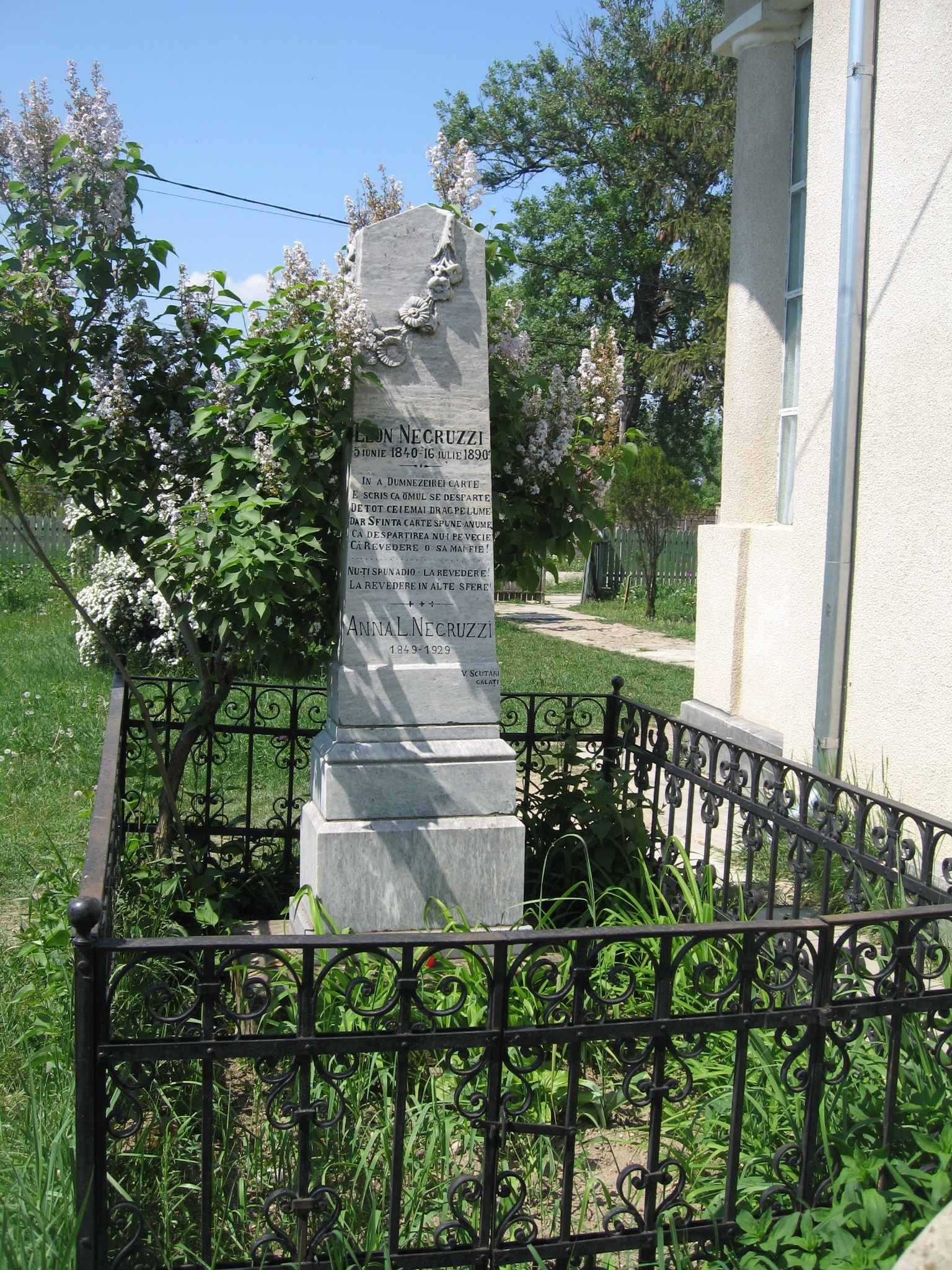
Mormântul lui Leon Negruzzi, aflat în curtea bisericii din Hermeziu.

Leon c.  (n. 5 iunie 1840, Iași, Moldova – d. 16 iulie 1890, Trifești, Iași, România) a fost un jurist, om politic, poet, prozator și traducător român, care a îndeplinit funcția de primar al municipiului Iași (1883-1886).

## Biografie
Leon C. Negruzzi s-a născut la data de 5 iunie 1840 în orașul Iași. A fost fiul mai mare al scriitorului Constantin Negruzzi și frate cu Iacob Negruzzi. A învățat inițial la Academia Mihăileană (sub conducerea lui Malgouverné) și apoi la un pension particular din Iași, iar în anul 1852 a fost trimis, împreună cu fratele său Iacob, la Berlin, unde a terminat studiile liceale. A vrut să studieze medicina la Universitatea din Berlin, dar a fost dezgustat de disecțiile anatomice, așa că a urmat cursuri de filosofie și drept la universitățile din Berlin și Viena, fără a obține vreo diplomă universitară.
În anul 1864 s-a întors în Principatele Române, unde a fost numit judecător la Tribunalul din Iași și înaintat apoi ca membru și procuror general la Curtea de Apel Iași. A făcut politică ca membru al Partidului Conservator. A îndeplinit în mai multe rânduri funcția de prefect al județului Iași: în timpul guvernului Lascăr Catargiu (1871-1876), în timpul ministeriatului lui Mihail Kogălniceanu în guvernul Ion C. Brătianu (1879-1880) și în timpul guvernului Theodor Rosetti (1888), a fost primar al orașului Iași (3 februarie 1883 - 7 decembrie 1886) și senator. A fost o persoană jovială și a fost cunoscut mai mult ca un om de societate.
Spre sfârșitul vieții a fost epitrop al Așezămintelor Sf. Spiridon. A murit în noaptea de 15 spre 16 iulie 1890 la moșia părintească din comuna Trifești din județul Iași, fiind înmormântat în curtea bisericii din satul Hermeziu. A avut cinci fiice și doi fii.

## Activitatea literară
Leon Negruzzi a fost interesat și de literatură și a făcut parte din societatea Junimea. A debutat în 1867 cu două poezii fără valoare în revista Convorbiri literare, înființată în martie 1867 și editată de fratele său, Iacob. A cultivat nuvela-foileton, specie pătrunsă în spațiul culturii române prin intermediul literaturii franceze.
Nuvelele „Vântul soartei” și „Osândiții”, care descind din literatura de aventuri și sunt dominate de „un romantism mediocru”, își plasează personajele într-o serie de situații neverosimile, propagând o morală diluată. Celelalte nuvele sunt mai bine realizate, nemaiavând de această dată un subiect artificial și personaje schematice, ci adevărate caractere care imprimă sensul acțiunii. Mediul investigat de autor este societatea ieșeană din anii 1860-1880, pe care Negruzzi o cunoștea foarte bine. Dialogurile capătă fluență, chiar dacă rămân uneori greoaie. Nuvela „Serghie Pavlovici” prezintă comportamentul patologic previzibil al unui obsedat afectiv. Autorul încearcă să creioneze tipuri umane, ceea ce îi reușește desori. Cele mai izbutite nuvele sunt „Evreica” și „Țiganca” în care conflictul are loc între reprezentanții a două clase sociale diferite și se termină tragic, în ciuda încercărilor autorului de a pune deznodământul sub semnul fatalității.
Leon Negruzzi a tradus, de asemenea, proză românească în limba franceză.

## Nuvele
- „Nesimțitorul, Durere”, în Convorbiri literare, I, 1867, p. 12;
- „Vântul soartei”, în Convorbiri literare, I, 1867, pp. 12-16;
- „Evreica”, în Convorbiri literare, II, 1868, pp. 18-20, II, 1969, pp. 21, 22;
- „O răzbunare”, în Convorbiri literare, VIII, 1874, p. 1;
- „Țiganca” (1877)
- „Serghie Pavlovici” (1881)
- „Osândiții” (1881-1882)
- Serghie Pavlovici și alte nuvele, pref. de Titu Maiorescu, Ed. Alcalay, București.

## Legături externe
- Evenimentul, 1 iunie 2005 - Oamenii cetății: Leon C. Negruzzi – un junimist de seamă. 165 de ani de la naștere Arhivat în 2 martie 2008, la Wayback Machine.

| Funcții politice           | Funcții politice                        | Funcții politice         |
| -------------------------- | --------------------------------------- | ------------------------ |
| Predecesor: Dimitrie Gusti | Primar al municipiului Iași 1883 - 1886 | Succesor: Dimitrie Gusti |